# Sagalassa nephelospila
Sagalassa nephelospila is een vlinder uit de familie Brachodidae. De wetenschappelijke naam van de soort is voor het eerst geldig gepubliceerd in 1912 door Edward Meyrick.